# Eşen Çayı
Il fiume Eşen (in turco Eşen Çayı, in greco antico: Ξάνθος?, Xanthos) è un corso d'acqua che forma il confine tra le provincie di Muğla e Antalya, nella regione del Mar Mediterraneo della Turchia. 

## Etimologia
L'antico nome del fiume che attraversa il centro del distretto di Seydikemer è Xanthos, che in greco antico significa 'giallo'. Infatti il fiume, che è limpido nella zona della sorgente, più a valle assume un colore giallo a causa del materiale alluvionale che riceve.

## Descrizione

### Corso del fiume
L'Eşen Çayı nasce sul versante occidentale del monte Kızılca (in turco Kızılca Dağ), alto 2598 m, nei monti Akdağlar, appartenenti al Tauro occidentale. Il fiume si trova in un solco tettonico. Nel suo corso superiore, l'Eşen attraversa l'altopiano di Seki, dove è chiamato Seki Çayı. Esso è alimentato da potenti sorgenti a Ören. Lungo 20 km a monte del villaggio di Ören, esso passa attraverso gole molto strette e profonde, cosi' che in alcuni punti esse non ricevono la luce del sole. Questa zona, ricca di cascate, nella zona è chiamata karanlık-içi. In questa strettoia il torrente, alimentato da varie sorgenti e ruscelli, assume l'aspetto di un fiume. Inizialmente il fiume scorre verso nord fino al villaggio di Küçüklü (distretto di Korkuteli). Poi si dirige a sud-ovest nella provincia di Muğla e passa per Bekçiler, Çaltılar, Boğalar e Seki nel distretto di Seydikemer. La diga di Eşen-1 (in turco Eşen Barajı) sbarra il fiume.

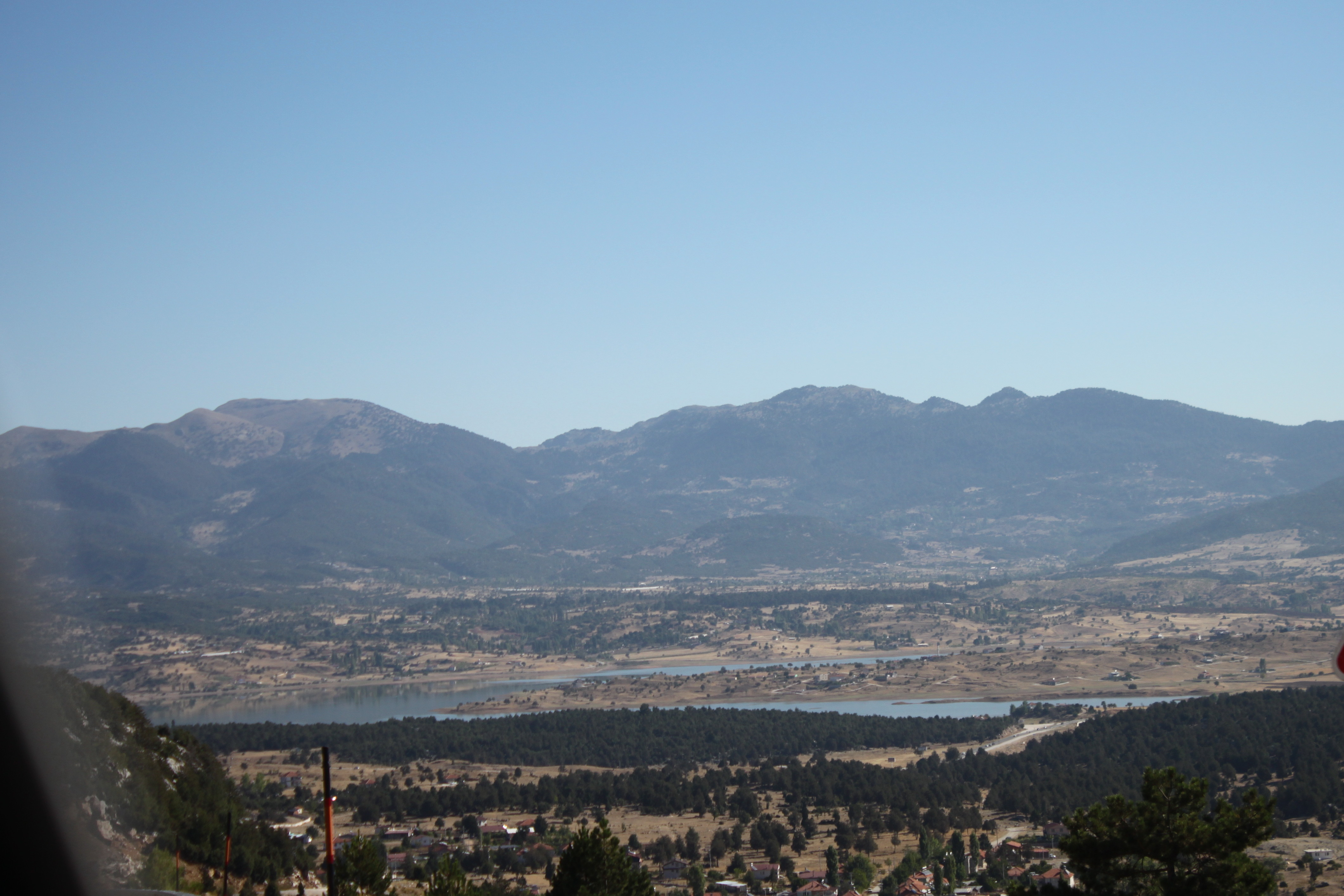
La diga di Eşen presso Yaylapatlangıç; distretto di Seydikemer.

Una condotta forzata conduce il corso d'acqua alla centrale idroelettrica di Eşen 1, situata in posizione inaccessibile nel mezzo del canyon di Ören. Nel tratto superiore, la portata varia notevolmente; raggiungendo nella stagione delle piogge i 250 metri cubi al secondo, mentre la media annuale è di 4,5 metri cubi al secondo. La diga regolarizza la portata d'acqua del fiume. In un altro sbarramento, la diga di Eşen-2 (in turco: Eşen-2 Barajı), la maggior parte dell'acqua viene nuovamente convogliata attraverso una condotta forzata alla centrale idroelettrica Eşen-2 vicino a Ören.

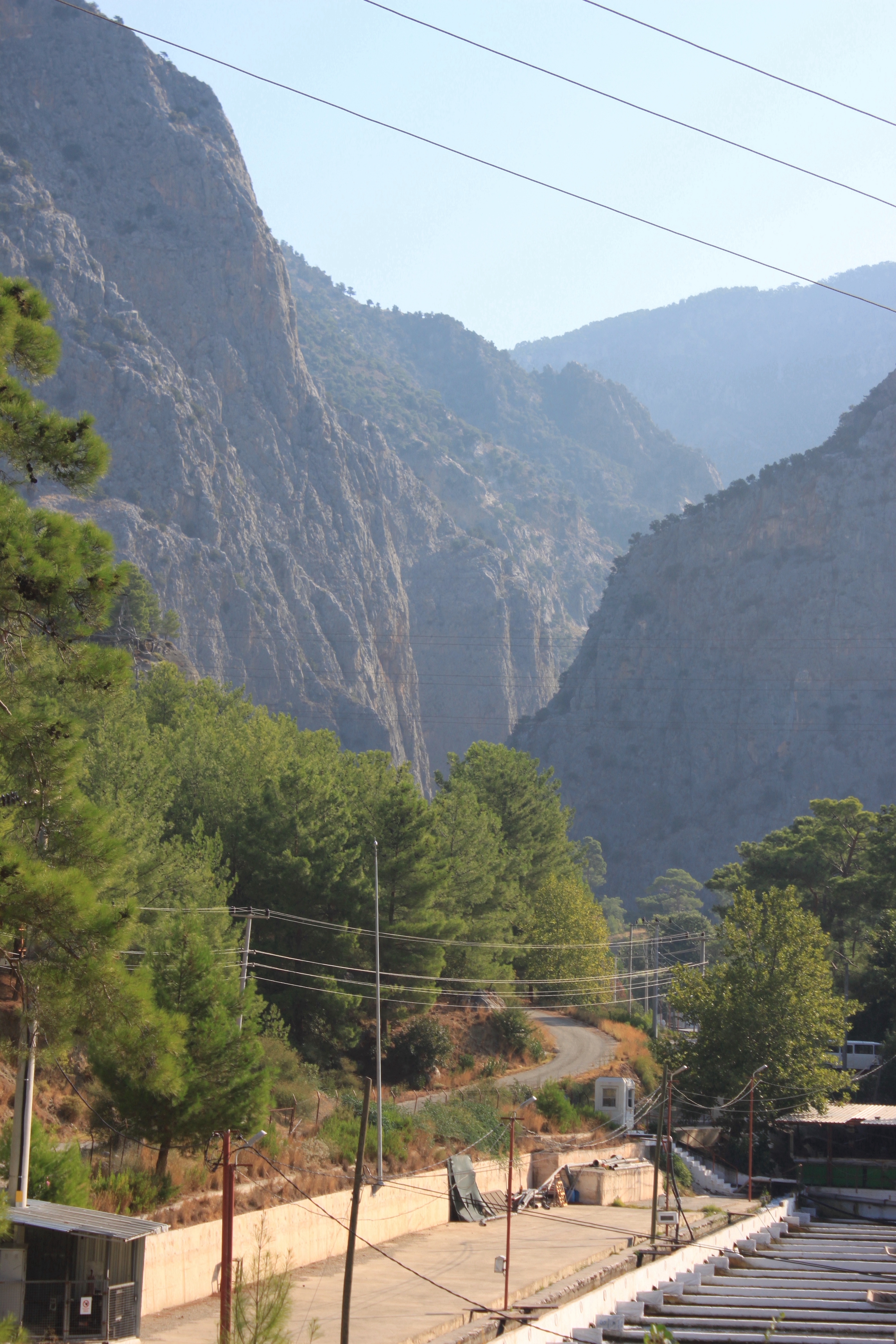
Il canyon di Ören presso Ören, distretto di Seydikemer, provincia di Muğla; vista verso nord.

Nella zona di Seydikemer, il fiume è chiamato anche Kocaçay. Dopo la confluenza dell'Akçay a destra, il fiume porta solo il nome di Eşen Çayı. L'Eşen Çayı scorre ora verso sud. Vicino al villaggio di Eşen (distretto di Fethiye), il fiume incontra il Karaçay, un affluente di sinistra che scorre attraverso la gola di Saklıkent. Da qui in poi, l'Eşen Çayı costituisce il confine tra le province di Mugla e Antalya, e i rispettivi distretti di Fethiye e Kaş. Dopo altri 25 km, l'Eşen Çayı raggiunge infine il Mar di Levante a nord di Gelemiş (distretto di Kaş), dove sfocia formando una pianura alluvionale e un delta.
Vicino al mare serpeggia attraverso un'area coperta da dune di sabbia. Tra le due estremità del delta, chiamate Capo İnce e Capo Zeytin, c'è una linea di costa rettilinea che non si protende verso il mare. L'Eşen Çayı ha una lunghezza totale di circa 120 km. Il bacino idrografico si estende per 1200 km².

## Fauna

### Fauna ittica
Secondo uno studio dell'Università di Muğla (in turco Muğla Sıtkı Koçman Üniversitesi), nell'Eşen Çayı vivono i seguenti pesci: l'anguilla europea (Anguilla anguilla), la trota fario mediterranea (Salmo trutta macrostigma), l'aitel (Leuciscus cephalus), il Leuciscus borysthenicus, una specie molto piccola di carpa (conosciuto anche come cavedano del Mar Nero), la bavosa di fiume (Blennius fluviatilis) nell'estuario, dove si trovano anche i cefali (Mugil cephalus). Inoltre, si trovano anche la carpa crucifera (Carassius carassius), il barbo di fiume (Barbus barbus) e la capoeta (Capoeta capoeata),  piccoli pesci simili alle carpe.

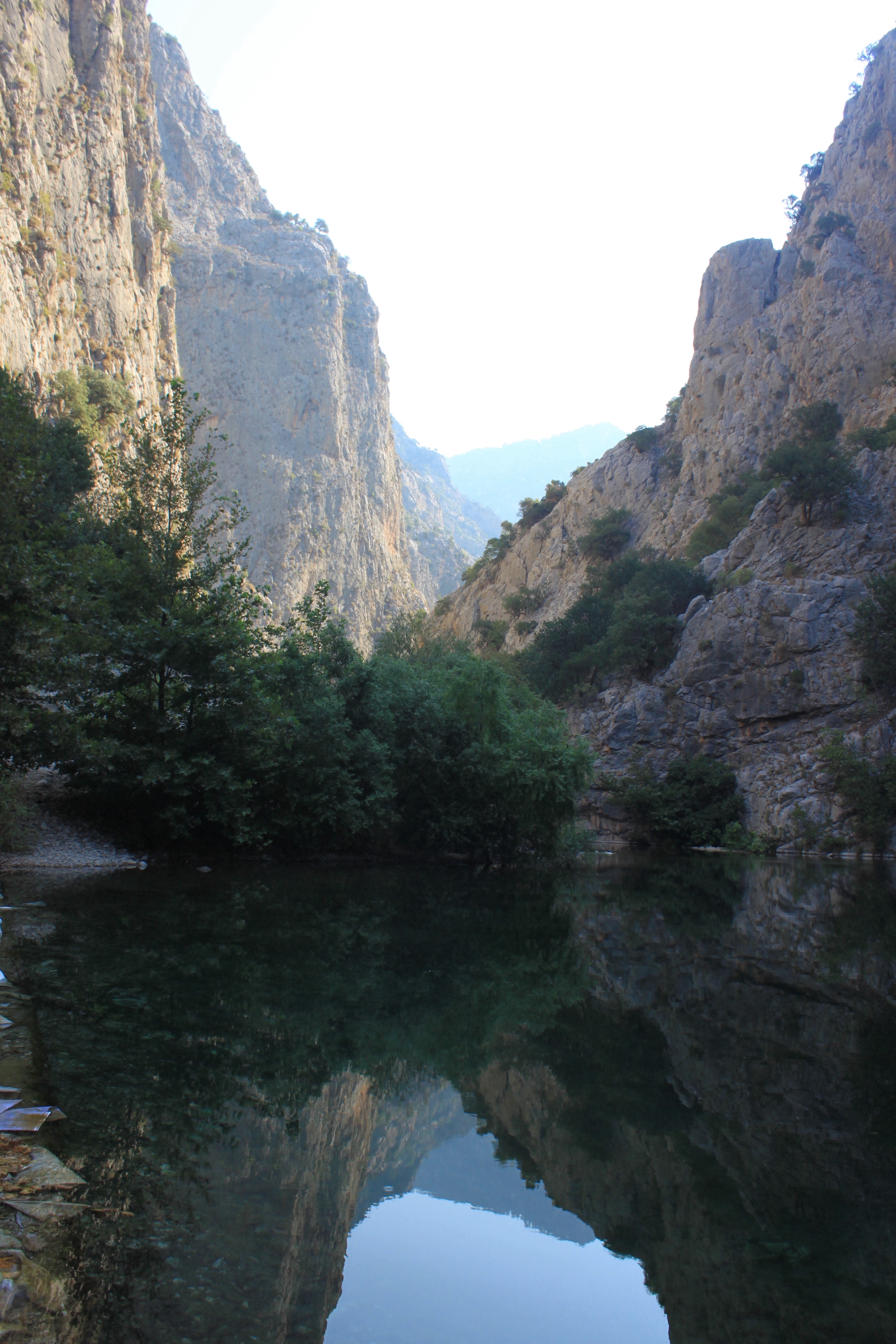
Veduta dell'Eşen Çayı (Xanthos) nel Canyon dell'Ören ; Distretto di Seydikemer, Provincia di Muğla; Direzione Nordest.

## Economia

### Agricoltura e allevamento
L'Eşen viene utilizzato per l'irrigazione delle terre circostanti e della pianura omonima. All'uscita del canyon di Ören, vicino al villaggio omonimo, si trovano diversi grandi allevamenti di trote e altri pesci.

### Turismo
Il corso inferiore del fiume è importante per il turismo, in quanto è una destinazione popolare per le escursioni in canoa e il rafting, che sono possibili a valle del canyon di Saklikent, dove però non ci sono sentieri escursionistici. Tre antiche città licie si trovano in prossimità del fiume: Xanthos si trova sulla sua riva orientale, vicino a Kınık; Patara si trova sulla cresta alta 100-120 m a est del Delta; il terzo insediamento antico nella pianura di Eşen è la città di Letoon. Queste città erano complementari fra di loro, essendo Xanthos la capitale  della confederazione Licia, mentre Patara era il suo porto principale e Letoon era il centro religioso. Nel tratto medio del fiume,  nel suo percorso verso sud l'Eşen Çayı attraversa i monti di Boncuk (in turco Boncuk Dağları) e ha creato la Gola di Ören (in turco Ören Kanyonu o Kızıbel Kanyonu), una popolare area naturale protetta, tra il lago artificiale dell'Eşen Barajı e il villaggio di Ören vicino a Seydikemer. Tuttavia, a causa della deviazione del flusso attraverso la diga Eşen-1, il letto originale del fiume è quasi completamente asciutto.